# Хребет

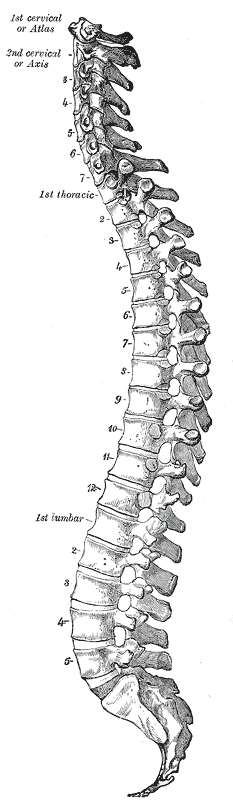
Хребет людини

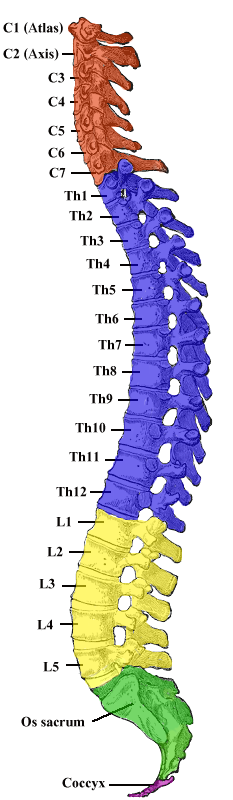
Відділи хребта людини:
Червоний — Шийний;
Синій — Грудний;
Жовтий — Поперековий;
Зелений — Крижовий;
Фіолетовий — Куприковий

Хребе́т, також хребетний стовп (лат. collumna vertebralis) — частина скелета, яка є головною віссю та опорою тіла. Хребетний стовп виконує опорну (передає масу тіла на кінцівки, зв'язує частини тіла), захисну (захищає спинний мозок) і рухову функції (повертає тулуб).

## Будова
Хребет складається з хребців, кількість яких різна в різних груп хребетних. Простягається від голови до кінця хвоста (у безхвостих хребетних, наприклад в людини — до хвостової кістки). Хребет поділяють :
- Шийний відділ
- Грудний відділ
- Поперековий відділ
- Крижовий відділ
- Куприковий відділ
- Хвостовий відділ (в людини немає)

Шийний відділ хребта майже всіх ссавців утворений сімома хребцями (винятком є лише деякі тропічні види, як-от лінивці, що мають 6-10 хребців). Якою б не була довжина шиї — довгою, як у жирафа, або майже невираженою, як у крота чи дельфіна, — кількість шийних хребців у цих видів тварин однакова, різна тільки їхня довжина. До хребців грудного відділу приєднані ребра, які разом з грудиною утворюють грудну клітку. Хребці поперекового відділу масивні й на відміну від плазунів мають лише зачатки ребер. Хребці крижового відділу зростаються між собою. До крижів приростають кістки таза. Довжина хвостового відділу залежить від кількості хребців, які входять до його складу (від трьох до кількох десятків).

### Людина
Найчастіше є така кількість хребців у різних відділах хребта: шийних — 7 позначаються літерою C (cervix — шия), грудних — 12 (Th — thorax — груди), поперекових — 5 (L — lumbalis — поперек), крижових — 5 (S — sacralis — крижовий), куприкових — 4-5 (Co — coccygeus — куприк). Таким чином, всіх хребців є 33-34. З них 24 вільні (шийні, грудні, поперекові), а 9-10 — зрослись у крижову і куприкову кістки.
Хребетний стовп людини виконує такі функції: опорну, захисну (захищає спинний мозок) і рухову. Він здійснює такі рухи: навколо горизонтальної осі — згинання (160°) і розгинання (145°); навколо сагітальної осі — відведення і приведення, тобто нахили вбік (165°); навколо вертикальної осі — скручування (120°). Найбільш рухомим є шийний і поперековий відділи.
Хребетний стовп має 3-подібну форму. У нього розрізняють 4 вигини: два вперед — лордози (шийний і поперековий), два назад -кіфози (грудний, крижовий). Вигини хребта забезпечують йому ресорну функцію. Вони сформувались у зв'язку з вертикальним положенням тіла людини.
Вікові особливості вигинів. У новонародженої дитини уже помітний крижовий кіфоз. З початком утримування дитиною голови формується шийний лордоз (3-4 місяці), а поперековий лордоз — з моменту стояння. Грудний кіфоз починає формуватись, коли дитина починає сидіти. Чітко помітні вигини хребта у 5-6 років. Завершується формування вигинів до 18-20 років.
Від величини вигинів залежить постава людини. У дітей молодшого шкільного віку (зустрічається і в дошкільнят) можуть сформуватись вигини хребта у вертикальній площині, тобто: вліво, або вправо; одночасно і вліво і вправо (двосторонні). Такі вигини називаються сколіозами. Сколіози розвиваються в зв'язку з асиметричним положенням тіла дитини, асиметричним напруженням м'язів і їх втомою. Для корекції постави і усунення сколіозів розроблені вправи, з якими студенти знайомляться в практичних курсах і в курсі лікувальної фізкультури.

### Шийний відділ
Шийний відділ хребта — перший відділ хребта, який підтримує голову.
Позначаються буквою C (cervix — шия). Наприклад, атлант, перший хребець, позначається «C-1»). У вимерлого плезіозавра Elasmosaurus було 46 шийних хребців. Хребці цього відділу називаються Vertebrae cervicales.

#### Земноводні
У всіх земноводних є лише один хребець.

#### Плазуни
Шийний відділ утворений різною кількістю (але не менше 8) рухомо з'єднаних між собою хребців. Череп за допомогою одного потиличного виросту з'єднується з шийним відділом хребта, що забезпечує рухливість голови у вертикальній площині.

#### Ссавці
Шийний відділ хребта майже всіх ссавців утворений сімома хребцями (винятком є лише деякі тропічні види, як-от лінивці, що мають 6-10 хребців).

##### Людина
Шийні хребці людини мають невеликі розміри і круглий отвір в кожному із поперечних відростків. Ці отвори утворюють канал для хребетної артерії, яка несе кров до головного мозку. Тіла шийних хребців не високі і їх форма наближається до прямокутної. Довжина остистих відростків збільшується від 2-го до 7-го. Кінці відростків роздвоєні (крім 7-го, у якого він найдовший). У зв'язку з прямоходінням значно змінені 1-й (атлант) та 2-й (епістрофей) хребці.
З'єднується з черепом двома суглобами: атланто-потиличним та атланто-епістрофейним. В людини складається з 7 хребців. Два хребці — атлант і епістрофей мають відмінну будову від інших.;Особливості будови всіх інших шийних хребців:
- Тіло мале,
- Хребетний отвір трикутної форми,
- Остистий відросток (крім 7-го хребця) роздвоєний. У 7-го він найдовший і легко промацується на шиї, тому від нього ведуть рахунок інших хребців,
- Поперечні відростки з отворами (проходить хребетна артерія).

### Грудний відділ
Грудний відділ — другий відділ хребта і його хребці позначаються Th (thorax — груди). Хребці цього відділу називаються Vertebrae thoracicae.

#### Ссавці
До хребців грудного відділу приєднані ребра, які разом з грудиною утворюють грудну клітку.

##### Людина
Особливості будови грудних хребців:
- Остисті відростки довгі і, крім перших і останніх хребців, зігнуті вниз (а в перших двох і останніх двох — горизонтальні),
- На тілі з кожного боку є по дві суглобові пів'ямки для з'єднання з головкою ребра.

Див. також ребра (про з'єднання з грудними хребцями).

### Поперековий відділ
Поперековий відділ — 3 відділ хребта, який позначається буквою L (lumbalis — поперек). Хребці відділу називаються Vertebrae lumbales.

#### Плазуни
У плазунів до хребців грудного відділу прикріплюються ребра, які, з'єднуючись із грудиною, утворюють грудну клітку (крім змій, у яких вони закінчуються вільно).

#### Ссавці
Хребці поперекового відділу масивні й на відміну від плазунів мають лише зачатки ребер.

##### Людина
Особливості будови поперекових хребців:
- Тіла хребців наймасивніші, оскільки на них припадає вага всього тіла,
- Остисті відростки сплющені (як і всі інші) і направлені горизонтально.
- На поперечних відростках є суглобові ямки для з'єднання з горбиком ребра.

### Крижовий відділ
Крижовий відділ — 4 відділ хребта, який позначається S (sacralis — крижовий). Хребці цього відділу називаються Vertebrae sacralis.

#### Ссавці
Хребці крижового відділу зростаються між собою. До крижів приростають кістки тазу.

##### Людина
Крижові хребці зрослись і утворили крижову кістку пірамідальної форми, яка основою повернута до поперекових хребців.

### Куприковий відділ
Куприковий відділ — 5 відділ хребта, який позначається Co (coccygeus — куприк). Хребці цього відділу називаються Vertebrae coccygeae.

#### Ссавці

##### Людина
Куприкові хребці зрослись і утворили куприкову кістку .

### Хвостовий відділ
Хребці цього відділу називаються Vertebrae caudales.

### Кількість хребців
Найбільша кількість хребців у змій: до 435. Вимерла гігантська змія Archaeophis proavus мала 565 хребців. Осьовий скелет акул має близько 400 хребців. Найменше хребців є в жаб — 9. В людини 33-34 хребці.